# 格朗维尔站
格朗维尔站是法国的一个铁路车站，位于法国西部海滨城市格朗维尔。

## 位置
格朗维尔站位于格朗维尔市区的中部。该站是一个尽头式车站，大致呈走向东西走向，正门开口朝西，列车只能从东侧进出车站。

## 设施
格朗维尔站设有人工售票窗口，其开放时间如下：
- 周一：04:15~23:20
- 周二至六：05:15~23:20
- 周日及节假日：06:15~23:20

此外，格朗维尔站还设有自动售票机和自动售货机等设施，并配有一个小型候车室。

## 停靠线路
以下列车线路在格朗维尔站停靠：
| 格朗维尔站列车线路表      |            |          |          |              |
| 线路                      | 车种       | 上一站   | 下一站   | 大致运行频率 |
| 巴黎—格朗维尔             | INTERCITÉS | 福利尼   | （终点） | 每天6趟左右  |
| 巴黎/德勒/阿让唐—格朗维尔 |            | 福利尼   | （终点） | 每天2趟左右  |
| 卡昂—格朗维尔             | 福利尼     | （终点） | [ 註 2 ] |              |
| 1. 2.                     |            |          |          |              |

## 配套交通

### 长途客车
| 停靠格朗维尔站的大巴车 |                      | |
| 上下车地点             | 运营单位             | 主要目的地 |
| 格朗维尔站门口         | 芒什省城际客运 Manéo | - 2号线：谢讷河畔凯特勒维尔、库唐斯、圣洛 - 4号线：瑞卢维尔、尚波、德拉热-龙通、阿夫朗什 - 6号线：阿夫朗什、蓬托博、勒蒙-圣米歇尔 - 7号线：圣皮埃尔朗热、阿夫朗什 - 54号线：布雷阿勒、滨海勒涅维尔、库唐斯 |
| 格朗维尔站门口         | SNCF Car TER         | - 库唐斯、圣洛 - 当某条铁路线施工或罢工时，SNCF可能也会提供途径该线路沿途站点的大巴车 |
| 1. 2. 3. 4. 5.         |                      | |

### 市内交通
| 格朗维尔站附近的市内公共交通线路 |                |                                                             |
| 公交车站名称                     | 位置           | 停靠线路                                                    |
| Gares                            | 格朗维尔站门口 | - 1路：塔莱工业区 ↔ 戈达勒海滩 - 2路：圣尼克拉海滩 ↔ 荣城巷 |
| 1. 2.                            |                |                                                             |

### 社会车辆
格朗维尔站门口设有社会车辆露天停车场。

## 临近车站
| 格朗维尔站（Gare de Granville） |                    |          |
| 上行车站                        | 线路               | 下行车站 |
| 福利尼站                        | 巴黎－格朗维尔铁路 | （终点） |
| - 本表仅显示运营中的线路及车站  |                    |          |